# Steinkohlenteerdestillation
Als Steinkohlenteerdestillation bezeichnet man die Auftrennung des Steinkohlenteers in nutzbare Bestandteile in einer Steinkohlenteerraffinerie. Sie entwickelte sich teils vor und teils parallel zur Erdöldestillation.

## Verfahren

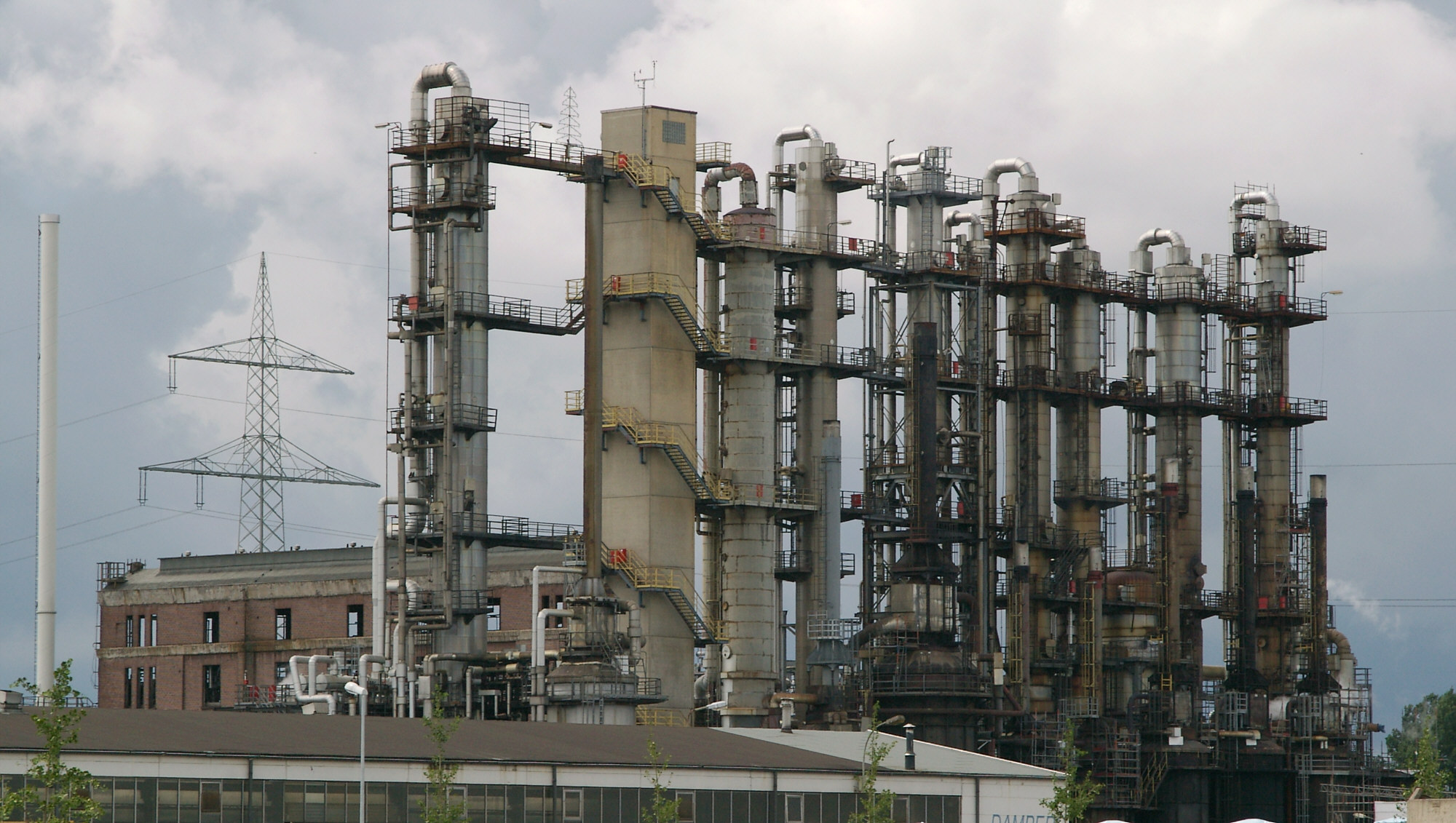
Destillationskolonnen von Rütgers Chemicals in Castrop-Rauxel

Die Auftrennung erfolgt durch fraktionierte Destillation (zum Teil auch durch Vakuumdestillation). Dabei entstehen verschiedene Fraktionen, mit nachfolgender Rektifikation, Kristallisation und Extraktion, dabei können die unterschiedlichen Stoffe erhalten werden. Unterschieden werden folgende Verfahren:
- Diskontinuierliche Destillation: Gase (Destillationsverlust), Wasser, Leichtöl, Mittelöl, Schweröl, Anthracenöl[S 1] (Grünöl), Pech (pitch), Asphalt C2nHn (lösliche Bestandteile des Pechs), Pitchcoke-Kohle C3nHn (unlösliche Bestandteile des Pechs); nachfolgend werden die mittlere und schwere Fraktion weiter zu Carbolöl (Phenole), Waschbenzin (Solvayöl), Naphthalinöl (Naphthalin) und auch Pech destilliert.[3]

- Kontinuierliche Destillation: Gase, Wasser, Leichtöl, Carbolöl, Naphthalinöl, Waschöl, Anthracenöl, Pech.

## Produkte
Die Hauptprodukte der Steinkohlenteerdestillation sind Kreosot und Teerpech. Kreosot wurde früher zur Imprägnierung von Bahnschwellen genutzt, Teer fand ursprünglich vor allem im Straßenbau Verwendung. Ein weiteres Produkt ist Anthracenöl, das hauptsächlich aus Phenanthren, Anthracen, Carbazol und weiteren hochsiedenden Verbindungen besteht, wie 2,3,6,7-Tetramethylnaphthalin, 1,2,3,4-Tetrahydroanthracen, 1,8-Dimethyldiphenylenoxid unter den neutralen und 7,8-Benzochinolin sowie 9,10-Dihydroacridein unter den basischen Bestandteilen. Als wirtschaftlich wichtigstes Produkt gilt Pech. Es wird als Bindemittel für Söderberg-Elektroden in der Aluminiumherstellung sowie zur Herstellung von Ruß (Carbon Black) verwendet.

## Externe Links zu erwähnten Verbindungen
1. ↑  Externe Identifikatoren von bzw. Datenbank-Links zu Anthracenöl:  CAS-Nr.: 90640-80-5, EG-Nr.: 292-603-2, ECHA-InfoCard: 100.084.153, Wikidata: Q12784943.